# Библиотека СПКД „Просвјета” Брчко
Библиотека СПКД "Просвјета" Брчко је позајмна библиотека која се налази у просторијама Српског просвјетног и културног друштва "Просвјета" у Брчком, Република Српска, БиХ. Налази се на адреси Узуновића бр. 9.

## Српско просвјетно и културно друштво "Просвјета"
Српско просвјетно и културно друштво "Просвјета" је основано 14. јула 1902. године у Сарајеву. Године 1904. у Брчком је формиран пододбор овог друштва, са задатком да се шири просвета у народу. До 1949. године друштво је годинама активно радило на образовању и васпитању српског народа а тада је његов рад забрањен. 1991. године рад СПКД "Просвјета" Брчко је обновљен. Друштво организује разне манифестације, смотре, академије, књижевне вечери, трибине, такмичења, фестивале, књижевна издаваштва, библиотекарства, драмске приказе, размене информација, дружења и разне друге сусрете, кроз поштовање и уважавање других вера и нација, приближава свима оно што је актуелно, напредно, али и оно што не треба заборавити и што треба очувати.

## Библиотека
Почетком 2019. године у оквиру Српског просвјетног и културног друштва "Просвјета" је отворена Библиотека са око три хиљаде наслова. У фонду Библиотеке углавном се налази школска литература неопходна ученицима основних и средњих школа. Фонд библиотеке сем школске садржи и осталу литературу, бројне друге књиге од белетристике до стручне литературе потребне студентима и постдипломцима различитих факултета.
Библиотека у свом склопу има и читаоницу која је на располагању грађанима.

### Формирање фонда библиотеке
Фонд Библиотеке је формиран средствима СПКД "Просвјете", донацијама издавачких кућа Републике Српске и грађана.

### Радно време библиотеке
Библиотека која је отворена у просторијама Српског просвјетног и културног друштва "Просвјета" на располагању је свим грађанима, не само члановима "Просвјете" сваког радног дана у периоду од 8 до 14 часова.